# 内閣総理大臣官邸
内閣総理大臣官邸（ないかくそうりだいじんかんてい、英語: Prime Minister's office／Prime Minister's Official Residence）は、日本の内閣総理大臣の官邸。
総理大臣官邸（そうりだいじんかんてい）ともいい、略称は総理官邸（そうりかんてい）、通称は首相官邸（しゅしょうかんてい）。所在地は東京都千代田区永田町二丁目3番1号。

## 名称

### 正式名称
官邸の名称については複数あるため、公文書にも表記ゆれがみられる。
内閣総理大臣官邸
重要施設の周辺地域の上空における小型無人機等の飛行の禁止に関する法律2条1項ロの規定および内閣官房の告示のほか、国会議員の質問主意書に対する政府答弁書、外務省告示、他省の主催行事の場所表示などに用例がある。
総理大臣官邸
1952年以降、内閣官房組織令第2条第1項第8号および第5条第2項で一貫してこの表記が用いられているほか、国会議員の質問主意書に対する政府答弁書、2002年竣工の新官邸の整備計画に関する閣議了解、他省の主催行事の場所表示などに用例がある。日本国憲法下の政令・府省令における表記は全てこの「総理大臣官邸」となっている。

### 通称
外国の首脳官邸には、アメリカ合衆国の「ホワイトハウス」、フランスの「エリゼ宮」、ロシアの「クレムリン」、イギリスの「ナンバー10」、フィリピンの「マラカニアン宮殿」など独特の愛称を持つものが多い中、日本の総理大臣官邸にはそれがない。各国の官邸では法令で定められた正式名称とは別に、愛称の方が一般に使用されている場合がほとんどである。中には正式名称が明文化されていない国や、そもそも不明という国もある。また、愛称が公式名に昇格した例も少なくない。1階に首相や内閣官房長官が記者会見が行う記者会見室、4階に閣僚の集合場所として使用される閣僚応接室、閣議が行われる閣議室、首脳会談などに使用される特別応接室、5階に首相執務室、首相応接室、官房長官室、官房副長官室などが置かれていることから、「首相官邸」は内閣官房の通称としても使用されている。なお、「首相官邸」の呼称は公文書での用例はほとんどないものの、報道機関などではよく使用される表現である。また、官邸の公式サイトも開設当時から「首相官邸ホームページ」という表記になっている。日本のように「総理大臣官邸」といったような硬い公式名が使用されているのはむしろ少数派となっている。
しかし、小泉政権の頃から従来の Prime Minister’s Office of Japan という直訳や Official Residence of the Prime Minister といった意訳に替えて、一般名詞が固有名詞化した「官邸」の語をそのままローマ字表記にした Kantei を積極的に日本国外に向けて発信し始めるようになった。今日この Kantei は、アメリカ合衆国ではホワイトハウスの公式サイトにも頻繁に登場するほどの汎用語となっている。なお、官邸の公式サイトでの英語表記は Prime Minister of Japan and His Cabinet となっている。

## 建屋と機能

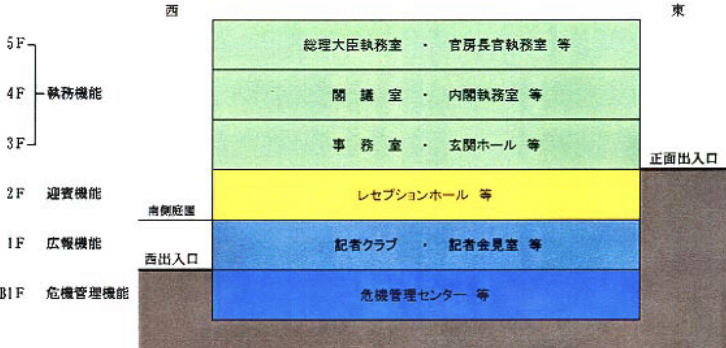
官邸各フロア

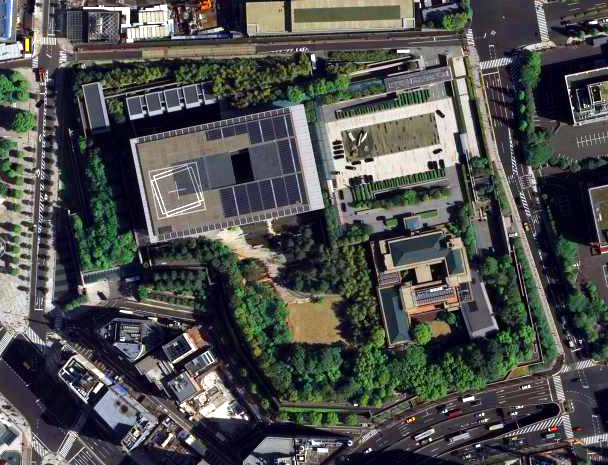
総理大臣官邸（中央左上）の航空写真。同じ敷地内の総理大臣公邸（中央右下）に隣接し、庇で繋がっている（2009年4月27日撮影）

初期の総理大臣官邸としてどの建物が使用されていたのか定かではないが、1929年に旧総理大臣官邸が完成してからはそこに内閣総理大臣の執務の拠点が置かれた。老朽化に伴い新たな官邸の建設を決定し、1999年から2002年にかけて建設され、現在の官邸が2002年に完成し、2002年4月22日から使用されている。
地上5階、地下1階建ての鉄骨鉄筋コンクリート構造で、震度7にも耐えられる設計となっている。最上階となる5階には内閣総理大臣、副総理、内閣官房長官、内閣官房副長官の執務室、4階には閣議室、内閣執務室、首脳会議室、特別応接室が置かれ、この2層に執務機能が集中している。3階は事務室と玄関ホール、2階にはレセプションホールと貴賓室が設けられている。1階は記者会見室や記者クラブなど広報関係の施設がある。地階は危機管理センターとなっている。また、内閣府庁舎へとつながる地下トンネルがあり、屋上にはヘリポートが設置されている。2014年8月には、官邸前庭にあった循環式の人工池が、設備老朽化のため埋め立てられ、ヘリポートとしても使用できる緑地となった。
官邸では閣議や国家安全保障会議など、国政上重要な会議が開催される。この他にも外国元首など首脳との会談や功労者に対する表彰の場として使用される。
傾斜地に作られているため、西側の入口は1階だが、東側にある正面の出入り口は3階となっている。組閣後の閣僚記念撮影が行われる「大階段」は3階から2階に降りる階段である。同敷地内には、総理大臣公邸、官房長官公邸、内閣宿舎、危機管理用臨時宿泊施設などもある。官邸と公邸は庇でつながっている。
テロ対策として、建設工事の際に山王パークタワーやキャピトル東急ホテルといった高層建築物が新官邸に隣接していることが問題となり、官邸からは、高層ビルに面した側から窓を取り除く設計変更の上、高層ビルに対しては官邸に面した窓が開かないよう改修を要請した。さらに、敷地は高さ5メートル以上のコンクリート製防護壁で囲まれている。官邸内の警備は通常、官邸警務官が行っているが、官邸警務官はあくまでも官邸職員なので、拳銃などの武器の携帯は認められていない。その他にも官邸の警備は総勢100人ほどの「警視庁警備部警護課総理大臣官邸警備隊」が行っている。官邸の周辺警備は、警視庁警備部機動隊の9つの大隊が持ち回りで担当し、銃と警杖を装備し、官邸前の道路に移動式の金属製バリケードを設置するなどしている。拳銃以外の銃器は付近の特殊車両に装備してあるが、その種別については極秘事項となっている。
官邸内に飾られる絵画や彫刻は、官邸事務所の所蔵品だけでなく、文化庁経由で無償で借り受けた日展入選作などが含まれている。
官邸内には食堂があり、職員は外出せずに食事が可能である。このほか、官邸内には医務室があり、総理の健康管理のために医務官や看護官も常駐している
総理大臣公邸とはインターネットを経由しない専用回線で結ばれている。

### 危機管理センター
現在の官邸の地下には、危機管理センターが設けられており、2002年4月16日から運用されている。官邸危機管理センター、内閣危機管理センターなどと称される。
1995年1月の阪神・淡路大震災発生時に当時の村山内閣は、情報の集約と迅速な震災対応を欠いた。また、同年3月のオウム真理教による地下鉄サリン事件では、改めて危機管理体制の未整備が露呈した。96年2月、第1次橋本内閣は、内閣官房に危機管理チームを設け、内閣官房6室の官僚が、正副官房長官とともに、緊急事態発生時の対応に当たることとした。そして同年5月には危機管理センターを首相官邸内に設け、24時間態勢で情報集約に当たることとした。正式名称は内閣情報集約センターで、緊急事態発生時には、首相や閣僚が同センターに参集することになる。同センターは内閣情報調査室のメンバー5個班20人が、24時間体制で運用を行っている。大規模災害やテロなどの緊急事態に備えて警察庁、消防庁、海上保安庁、気象庁、自衛隊とのホットラインも設置されている。通常、大規模災害や近隣諸国の軍事的な動きで招集され、「対策本部」が設置される。本部長は内閣総理大臣で、「内閣危機管理監」も置かれている。総理大臣以下、官房長官や担当大臣、有事であれば統合幕僚長らとともに、関係省庁スタッフを仕切るのが内閣危機管理監である。内閣危機管理監は代々、警察官僚が起用されることが慣例となっている。
同センターは、各省庁・通信社・民間公共機関から収集した情報を一元的に集約し、内閣総理大臣・内閣官房長官・内閣官房副長官・内閣危機管理監などに即時連絡することにより、大規模災害やテロなどの緊急事態に対し、内閣の初動体制を確立している。内閣情報集約センターは、95年1月の阪神・淡路大震災に際して政府の対応がひどく立ち後れた反省から、首相官邸内に設けられた。98年4月には、内閣危機管理監たる内閣官房副長官相当職を設けた。2001年4月以降、同センターは内閣危機管理監、内閣官房副長官補の指揮下にある。
緊急事態発生時には、内閣危機管理監が状況に応じて、同センターに情報連絡室、官邸連絡室、官邸対策室を設置する。設置後、状況に応じて情報連絡室から官邸対策室に改組されることもある。対策室等の設置後、状況によっては、内閣に政府の対策本部が設置される。同センターの幹部部屋は、政府として実質的に災害対応の指揮を取る場所であり、中央に内閣危機管理監、事態対処・危機管理担当官房副長官補、防災担当大臣、原子力規制庁、自衛隊、消防庁、警察庁などの各府省庁幹部などが並ぶ円卓があり、フロントには各種情報が流れる巨大スクリーンがあり、幹部席の後ろに内閣参事官の席が並び、ヘッドセットを装着した内閣官房職員が常駐している。大規模災害時にも、これら機能が喪失されないように耐震安全性が確保され、電気・ガス・水道などの断絶にも対策が講じられている。

### 概略
- 敷地の広さ：4万6000平方メートル

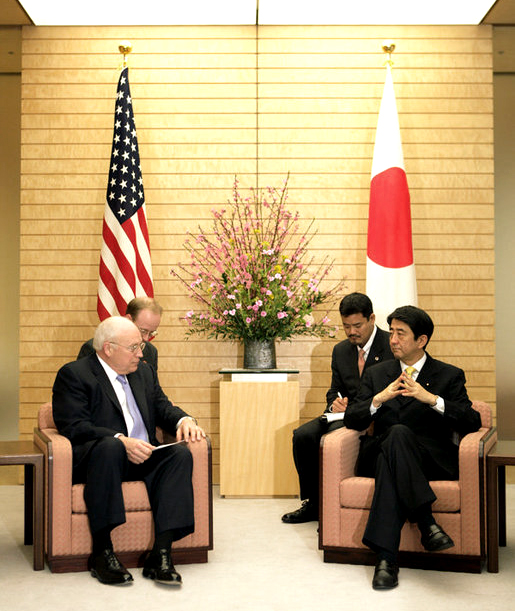
四階の特別応接室（背後の壁は可動式のパーティション。奥は首脳会議室になっている。よく見ると、中央から二つに割れており敷居に乗っているのが分かる） 安倍晋三とディック・チェイニー、2007年2月21日

- 建物大きさ：敷地 90メートル × 50メートル、高さ35メートル
- 延床面積：2万5000平方メートル
- 構造：地上5階、地下1階
- 建替え閣議決定：1987年（昭和62年）、第3次中曽根内閣当時
- 建設起工式：1999年（平成11年）5月22日、小渕第1次改造内閣当時
- 新官邸開館（テープカット）：2002年（平成14年）4月22日、第1次小泉内閣当時
- 建設費：435億円（総工費：約700億円）
- 設計：建設大臣官房 官庁営繕部

### ギャラリー
- 総理官邸前（2008年7月23日撮影）
- 総理官邸前2（2008年11月23日撮影）
- 谷側から見た官邸
- 官邸敷地内に至るゲート
- 正面玄関
- 内側から見た正面玄関入口（3階）
- 入口側から見たエントランスホール（3階）
- 中庭（2階）
- 2階と3階を結ぶ大階段。レッドカーペットを敷き、組閣後の記念撮影も行う
- 官邸内に設置されたエスカレーター
- 大ホール（2階）
- 大ホール。儀杖も行われる
- 大ホールでの総理大臣記者会見
- 小ホール（2階）
- 小ホール。各種会議も行われる
- 貴賓室（2階）[33][34]
- 南会議室（3階）
- 閣僚応接室（4階）
- 閣議室（4階）
- 大会議室（4階）
- 特別応接室（4階）
- 記者会見室（1階）での内閣総理大臣の会見。背後は総理大臣の会見用のブルーカーテン
- 総理大臣の会見用のワインレッドカーテン
- 内閣官房長官・副長官[注釈 6]の会見用の薄い青色のカーテン
- 官邸周辺の警戒を行う警視庁機動隊員
- 警視庁総理大臣官邸警備隊
- 正面玄関で来訪者の警戒を行う官邸警務官

## 歴史

### 初期の官邸
首相官邸ホームページによると、「元は太政大臣官舎。内閣制度創設期から旧官邸が完成した1929年まで使用された。西洋風の木造2階建て」とされている。建坪は723.229坪（約2,390㎡）と、1890年頃の大臣官舎の中でも最大級を誇った。1923年（大正12年）の関東大震災では、隣接する中華民国公使館が火災に見舞われるものの、官舎は危うく難を逃れた。ただ太政大臣官舎の詳細について調査した論文（藤木、2007年）では、太政大臣官舎は1878年（明治11年）より当時太政大臣だった三条実美が居住し、1885年（明治18年）の内閣制度発足に伴い内大臣となった三条の公邸に転用、さらに1888年（明治21年）より枢密院の事務所として使われていたとされている。またそもそも太政大臣官舎は「煉瓦造2階建ての洋館と後に増築された和館から成る、和洋館並列型様式」であることが判明しており、建築様式が異なっているほか、場所も現在の国会議事堂の前庭付近に所在していた。
このため旧官邸の建設以前に使われていた建物については不明確な部分が多い。

### 旧官邸

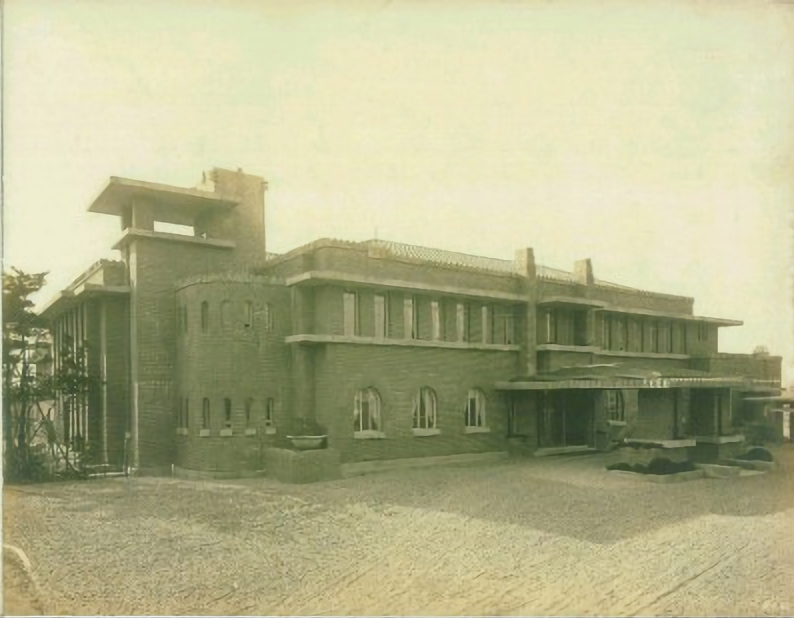
竣工当時の旧官邸（1929年3月）

大正末期から昭和初期にかけて流行したアールデコ、表現主義などの建築様式を取り入れた文化的にも価値があるといわれる建築。旧帝国ホテル本館などの設計で知られるフランク・ロイド・ライトのデザインに似ていたため、ライト風とも呼ばれたが、実際に設計したのは、当時大蔵省営繕管財局工務部工務課第二製図係長だった下元連である。
旧官邸の建物は敷地内を曳家工事により移動し改修を施された上で2005年（平成17年）から総理大臣公邸として利用されている。

#### 敷地の沿革
官邸の敷地は、17世紀後半、敷地内南側が越後村上藩内藤家中屋敷であり、敷地内北側は旗本屋敷から信濃飯山藩本多家上屋敷、丹後峰山藩京極家上屋敷へと移り変わった。明治維新後、一時、一橋徳川家が使用し、明治3年に鍋島家の所有となった。鍋島邸は関東大震災により大きな被害を受け、復興局へ売却された。1926年（大正15年）、震災復興に伴う中央諸官衙計画の一環として、旧鍋島邸跡地（旧麹町区永田町二丁目一番地）に総理大臣官邸を新設することとなった。旧官邸は1929年（昭和4年）に完成。当時は「内閣総理大臣官舎」と呼ばれており、門には表札がかかっていた。

#### 概略
- 1929年（昭和4年）3月18日竣工
- 鉄筋コンクリート4階建（地上3階・地下1階）
- 延床面積：7000平方メートル
- 設計：大蔵省営繕管財局（担当：下元連）

#### 逸話

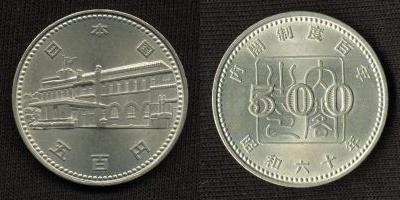
表に旧官邸をあしらった内閣制度創始100周年記念500円白銅貨幣

総理執務室前では記者の張り番取材が行われていた。現在の官邸では警備の関係上、取材スペースと執務エリアは分離されている。また、副総理執務室も存在したが、「天井が低く、圧迫感がある」ということで余り使われることはなく、歴代の副総理のほとんどは総理府に執務室を置いていた。
重大事件が起きると官邸内にある小食堂が“危機管理センター”に使われた。現在の官邸には専用の「危機管理センター」が設置されている。
1階の西階段は、組閣時に閣僚が記念撮影をする場所として広く知られた。1993年、約40年ぶりの政権交代で官邸の主となった細川護熙は、自民党政権の牙城だった総理官邸に、さまざまな新風を持ち込んだ。組閣後の閣僚記念撮影では、恒例の1階西階段の赤絨毯には見向きもせず、中庭の芝生の上で新閣僚がワイングラスを片手に懇談後、閣僚を生け垣の前に並ばせて記念撮影を行った。総理執務室では壁が殺風景だとして、壁紙を隅から隅まで貼りかえさせてもいる。内閣総理大臣や内閣官房長官の記者会見を、演台の後方に立ったままプロンプターを使って行う欧米式に切り替えたのも細川だった。
東條英機在任中は、ラジオ演説を行うための部屋があった。太平洋戦争（大東亜戦争）開戦時の演説もここで行われたと言われている。戦争中には総理らが官邸を脱出するための地下トンネルがあった。また、60年安保で官邸がデモ隊に包囲されたとき、岸信介はこのトンネルから脱出したと、戸川猪佐武の『小説吉田学校』には書かれている。一部には「掘り替えまでして残されていた」という説もあったが、実際には高度成長期の地下鉄工事や周辺の都市再開発で取り壊されていたという。
他の役所と違って室名表示がなかったことや、官邸内が迷路のような構造になっていたため、歴代の内閣総理大臣が官邸で迷うことがしばしあった。

#### ギャラリー
- 完成時の外観。正門は現在の国会記者会館の方にあった
- 玄関ホール
- 総理執務室
- 赤絨毯が引かれた大ホール
- 「舞踏場」としてつくられた大ホール（完成時）
- 閣議室
- 西階段。組閣後の記念撮影が行われた
- 閣僚応接室
- 記者会見室のベージュカーテン
- 記者会見室のブルーカーテン

### 事件

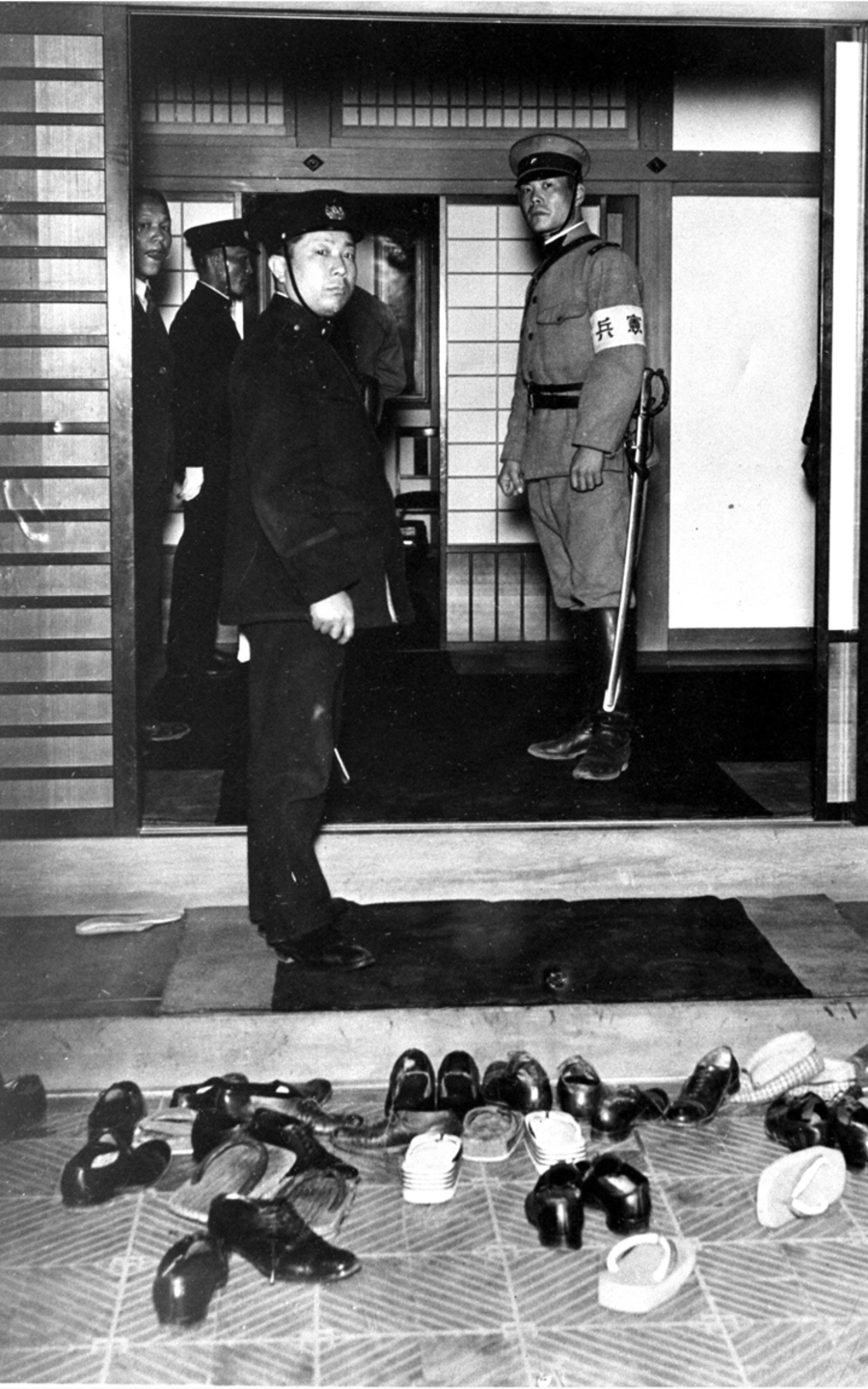
五・一五事件直後の官邸の日本間の玄関

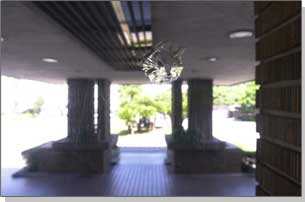
旧官邸の正面玄関の硝子に残る直径1センチ程の弾痕のような穴

旧官邸
- 五・一五事件
1932年5月15日、海軍や陸軍の軍人が総理大臣官邸に侵入し、当時の内閣総理大臣犬養毅を殺害した。
- 二・二六事件
1936年2月26日、陸軍の将校が率いる1000人超の兵によるクーデターが発生し、反乱軍が総理大臣官邸を襲撃した。警視庁警衛課の警察官が拳銃で応戦したものの殺害され、反乱軍は官邸内に侵入した。目的は当時の内閣総理大臣岡田啓介の殺害だったが、容姿の似ていた内閣総理大臣秘書官松尾伝蔵を誤認して殺害した。その後、岡田は麹町憲兵分隊の特高主任だった小坂慶助曹長らによって救出された。
- 宮城事件
1945年8月15日、日本の降伏に際して発生し未遂に終わった宮城事件に呼応し、佐々木武雄陸軍大尉と勤労動員中の横浜高等工業学校の生徒達によって編成された「国民神風隊」が総理大臣官邸を襲撃。官邸を焼き討ちしようとするも、撒いた燃料が重油であったため、火が付ききらないうちに消し止められた。
- 首相官邸デモ事件
1946年12月20日、「朝鮮人生活権擁護全国大会」に参加した在日朝鮮人1万人によるデモ隊が、吉田内閣打倒を訴え総理大臣官邸に殺到した。警察官らは門扉を閉鎖しようと試みたが、デモ隊は警察官に重軽傷を負わせ拳銃2丁を奪うなど抵抗し、官邸内に侵入した。警察だけでなくアメリカ軍憲兵隊が出動し、デモ隊全員を解散させた。この事件で逮捕された被疑者には有罪判決が下され、国外追放処分となった。
- 首相官邸乱入事件
1960年5月20日、および、6月3日、安保闘争に参加するデモ隊が総理大臣官邸に押し寄せ、日米安全保障条約の批准反対を主張した。
- 照明弾発射事件
1979年6月8日、約400m離れた山王ホテルから照明弾が発射され、首相官邸前庭に到達した。第5回先進国首脳会議（東京サミット）直前であり過激派による犯行と見て捜査が行われたが、照明弾がアメリカ軍の演習に使われるタイプのものであったことなどから、軍関係者のイタズラとして処理された[41]。

現官邸
- 家宅捜索
2010年10月、38歳の総理大臣官邸職員が、デリバリーヘルス経営を巡って知人から金銭を恐喝しようとした事件について、恐喝未遂罪の疑いで逮捕されたことで、総理大臣官邸が警視庁によって家宅捜索される異例の事態が発生[42]。
- 首相官邸無人機落下事件
2015年4月22日午前11時頃、総理大臣官邸の屋上ヘリポート付近に無人小型飛行機（ドローン）が落下しているのが発見され、警視庁公安部が捜査、そのドローンから微量の放射線が検出されるという事件が発生した[43]。
- 官房長官エレベーター閉じ込め事件
2024年9月6日（金曜日）午前10時ごろ、建物内のエレベーター1基が故障し、閣議に向かっていた林芳正官房長官及び秘書官、警護員の3人がエレベーター内に約30分間閉じ込められる事態が起きた。その影響で週に2回、火曜日と金曜日に開かれる閣議に林は欠席した。閣議は官房長官が議事進行にあたるが、政府は閣議の開始を約20分間遅らせる対応をしたものの間に合わなかった。岸田文雄首相が議事進行を代行した[44][45][46]。

## 非常時の官邸機能

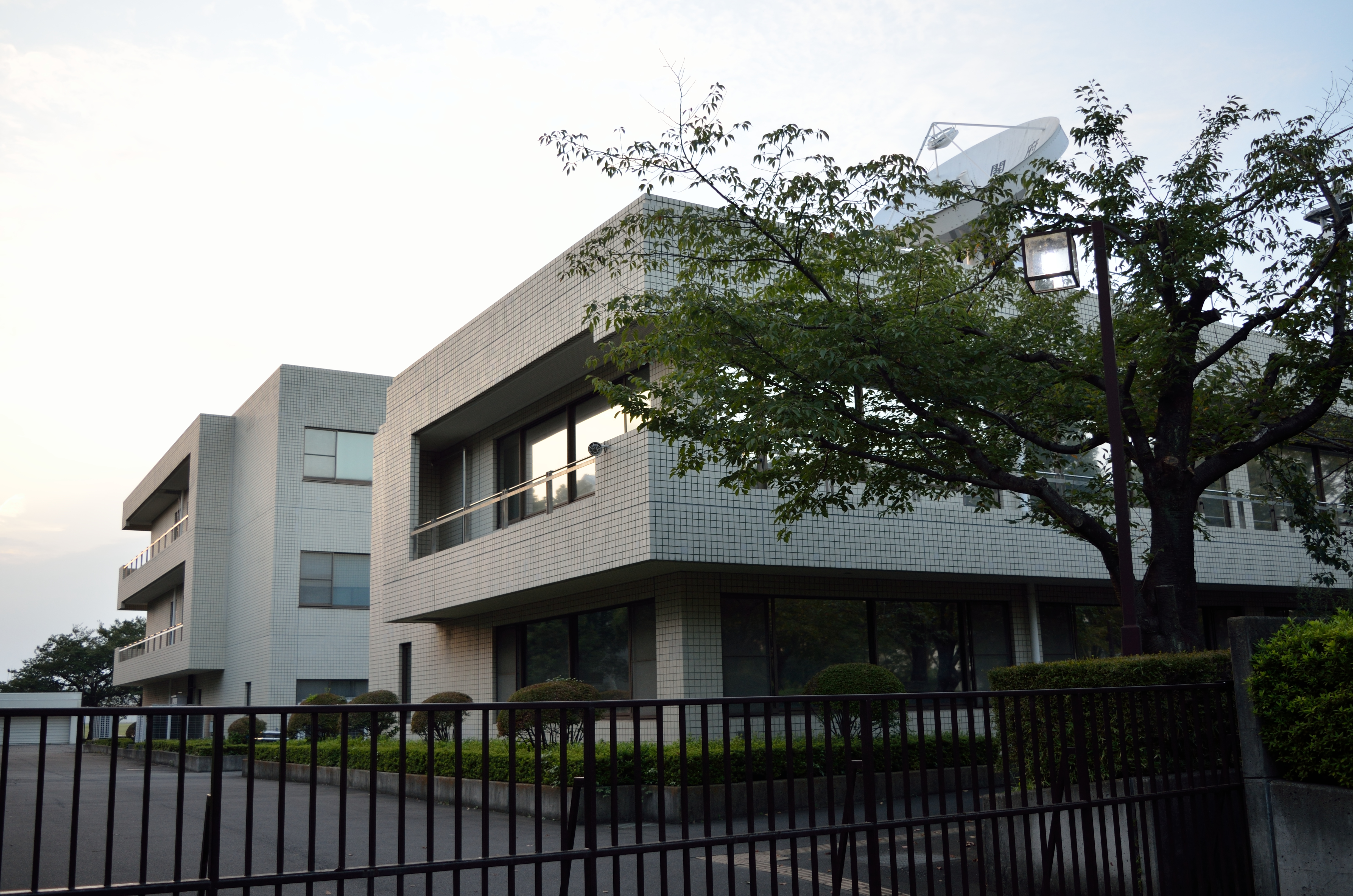
災害対策本部予備施設

東京都立川市にある立川広域防災基地内には、内閣府の災害対策本部予備施設が設置されている。東京湾北部を震源とする南関東直下地震など、大規模災害発生時に内閣総理大臣を本部長とする国の緊急災害対策本部を設置する際、官邸、中央合同庁舎第8号館、防衛省（中央指揮所）のいずれもが被災して緊急災害対策本部として使用不能である場合には、都心から西に約30キロメートル離れた災害対策本部予備施設に緊急災害対策本部が設置され対策の臨時拠点となるため、官邸の機能も一時的に避難する可能性がある。